# Nicole Wermers
Nicole Wermers, född 1971 i  Emsdetten i Tyskland, är en tysk installationskonstnär och skulptör.
Nicole Wermers utbildade sig på Hochschule für bildende Künste Hamburg i Hamburg 1990–1997 för Sigmar Polke och Claus Böhmler. År 1999 tog hon en magisterexamen i konst på  Central Saint Martins College of Art and Design i London. Hon bor och arbetar i London.